# Sofiane Bengoureïne
Sofiane Bengoureïne (sinh ngày 10 tháng 10 năm 1984 ở Sidi Bel Abbès) là một cầu thủ bóng đá người Algérie. Hiện tại anh thi đấu cho USM Bel-Abbès ở Giải bóng đá hạng nhất quốc gia Algérie.

## Danh hiệu

### Câu lạc bộ
USM Bel Abbès
- Cúp bóng đá Algérie: 2018